# 薛篤弼

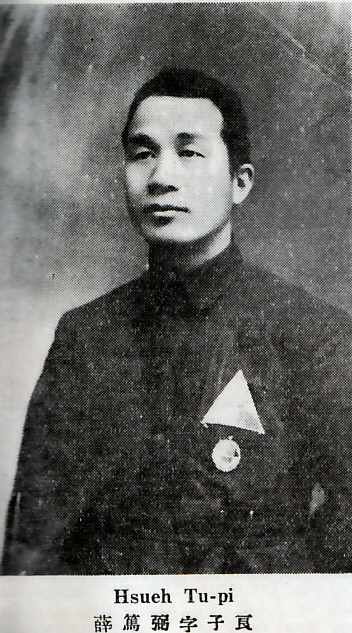
國民政府時代的薛篤弼
Who's Who in China 4th ed. (1931)

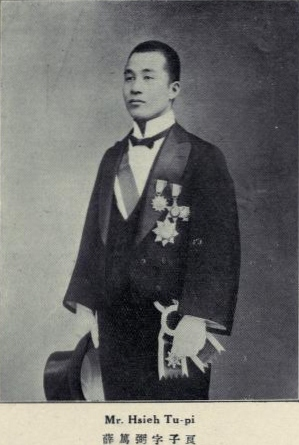
北洋政府時代的薛篤弼
Who's Who in China 3rd ed. (1925)

薛篤弼（1892年—1973年7月9日），字子良，山西省解州人，中華民国、中華人民共和国政治人物，曾为馮玉祥属下。

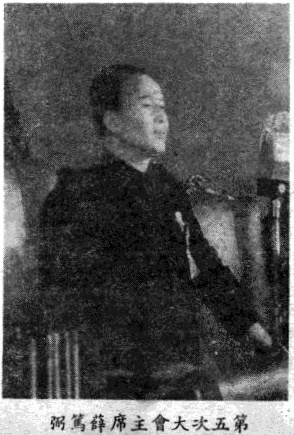

## 生平

### 北京政府時代的活動
他畢業於公立山西法政学校。1911年（宣統三年）他加入中国同盟会。1912年（民国元年）中華民国成立後，他在山西省審判廳任職。
1914年（民国三年），他任馮玉祥所率陸軍第16混成旅秘書長兼軍法處處長，此後薛篤弼在馮手下活動。馮任陝西督軍時，薛在陝西省内任縣長。1922年（民国十一年）4月，他署理陝西省財政廳廳長。翌月，馮轉任河南督軍，薛改署理河南省財政廳廳長。
1923年（民国十二年）1月，薛篤弼被北洋政府中央召還，署理司法部次長。3月，任蒙疆善後委員会委員。5月暫定代理国務院秘書長，7月兼暫定代理京師税務監督。翌年9月，他任内務部次長。馮玉祥甲子政变（又作北京政变、首都革命）爆發後，薛接替王芝祥任京兆尹。1925年任甘肃省省长。1926年（民国十五年）9月，五原誓師后国民軍改組国民聯軍，薛任国民聯軍總司令部財政委員会委員長。

### 国民政府時代的活動
1927年（民国十六年）6月，他任河南省政府委員兼財政廳廳長，同年8月任国民政府内政部首屆部長。翌年1月，兼任河南省民政廳廳長（国民政府内政部長兼任）。10月，任首任国民政府衛生部部長。1929年（民国十八年）3月，任中国国民党第三屆中央候補執行委員。1930年（民国十九年），北平召開了反蒋介石派的中央党部擴大会議，薛篤弼参加並任宣傳部委員。
反蒋介石戰争終結後，薛篤弼復歸中国国民党主流派。以後他當選中国国民党中央候補執行委員，並在第五屆中的1936年（民国二十五年）7月升任中央執行委員。1941年（民国二十九年）7月，任行政院全国水利委員会主任委員（1946年6月，改水利委員会委員長）。
1947年4月23日，国民政府准免水利委員會委員長薛篤弼本職；特任薛篤弼為行政院政务委员，兼水利部部长。:83406月6日，水利部召開全國水利會議，部長薛篤弼主持，到各省水利工作者130餘人，分「水利行政」、「整理水道」、「勘測實驗」、「江河修防」等組，審查提案；6月9日，通過《五年水利建設計劃綱要》:8368。1948年，當選行憲国民大会代表。
中華人民共和国成立後，薛篤弼留在中國大陸。他曾任中国人民政治協商会議全国委員会委員、上海法学会理事、上海律師協会副主任、中国国民党革命委員会中央委員。
1973年7月9日，於上海市去世。享年82岁。
薛笃弼旧居，位于上海思南路61号。现为思南公馆内的一家淮扬菜馆。